# Egyházak Világtanácsa
Az Egyházak Világtanácsa ( WCC ) a legnagyobb ökumenikus egyházközi szervezet, amelyet 1948-ban Amszterdamban alapítottak és amely mintegy 400 millió keresztényt képvisel.
A szervezet globális, regionális és szubregionális, nemzeti és helyi keresztény egyházak világméretű közösségeként jellemzi magát, amely egységre és "keresztény szolgálatra törekszik". Nincs központi irodája, de adminisztratív központja a svájci genfi Ökumenikus Központban található.

## Tagjai
A 21. században a teljes jogú tagjai közé tartoznak:
- a keleti asszír egyház,
- a antikhalkédóni egyházak,
- az ortodox kereszténység legtöbb egyháza,
- az ókatolikus egyházak egy része,
- a Lutheránus Világszövetség,
- az anglikán közösség,
- a mennonita egyházak,
- a metodista egyházak,
- a morva egyház,
- a Mar Thoma Szíriai Egyház,
- a református egyházak,
- a Baptista Világszövetség,
- a pünkösdi egyházak .

A római katolikus egyház nem teljes jogú tag, bár megfigyelői státusszal rendelkező küldötteket küld az ülésekre.